# 西水門
西水門，又稱“福興門”，是重慶的一座城門，毗鄰嘉陵江。

## 歷史沿革
在千廝門、朝天門二門之間，距千廝門不遠，城外為雞毛土地，因其在東水門之背命名，至今城外還有西水橫街。
西水橫街，在千廝門外，與嘉陵江平行，西接當歸碼頭經水碼頭交千廝門正街，東接民生碼頭通朝天門外。，《增廣重慶輿地圖》中，西水門內繪有五顯廟。
又有西水坊。

## 歷史
川江號子有言：福興門，溜跑馬，快如騰雲。